# Chromofobe cel

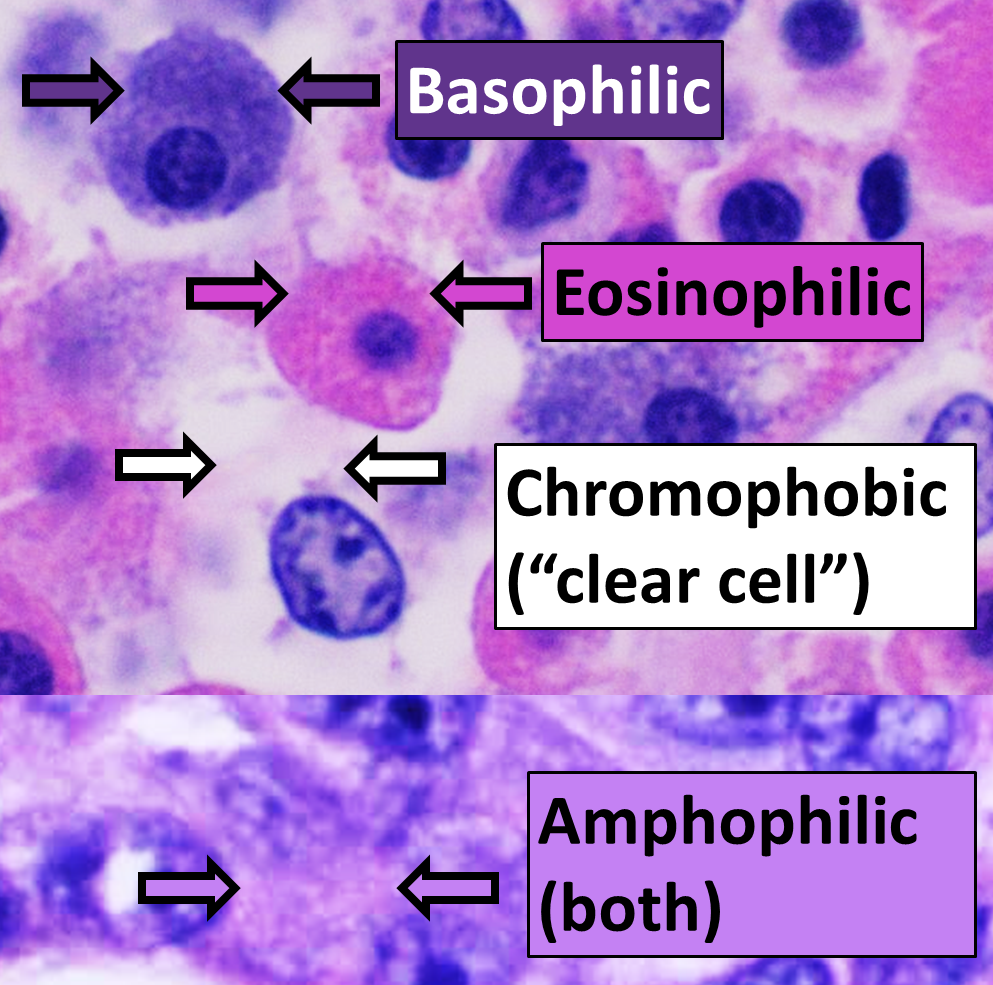
Chromofobe cel. H&E-kleuring.

Een chromofobe cel is een cel, waarvan het cytoplasma niet gekleurd kan worden, omdat er geen granula (korrels) in voorkomen. De cel komt onder andere voor in de adenohypofyse.
Chromofobe cellen omvatten stamcellen, stellaatcellen en versleten acidofiele of basofiele adenohypofyse cellen, die geen granula meer hebben. Ook melanotrofe cellen in de hypofysemiddenkwab en folliculostellate cellen in de adenohypofyse zijn chromofobe cellen.